# Aleksandr Streltsov
Aleksandr Streltsov, né le 7 mars 1975, est un bobeur suisse.

## Palmarès

### Championnats monde
- : médaillé d'argent en bob à 2 aux championnats monde de 2007.